# Callyna
Callyna är ett släkte av fjärilar. Callyna ingår i familjen nattflyn.

## Bildgalleri

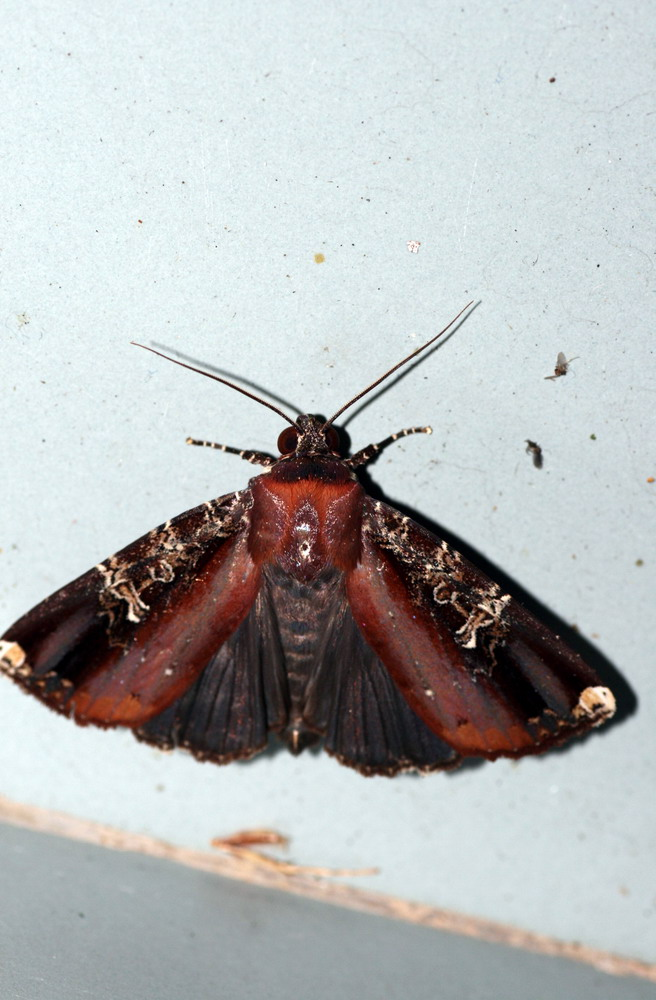

## Dottertaxa tillCallyna, i alfabetisk ordning[1]
- Callyna abscissa
- Callyna apicalis
- Callyna biplagiata
- Callyna chalcoperas
- Callyna constrastans
- Callyna contracta
- Callyna costiplaga
- Callyna cupricolor
- Callyna decora
- Callyna demaculata
- Callyna figurans
- Callyna fuscantaria
- Callyna holophaea
- Callyna japonibia
- Callyna jugaria
- Callyna laurae
- Callyna leuconota
- Callyna leucosticha
- Callyna lunigera
- Callyna melanosema
- Callyna monoleuca
- Callyna mystica
- Callyna nigerrima
- Callyna obscura
- Callyna pectinicornis
- Callyna perfecta
- Callyna polychroa
- Callyna robinsoni
- Callyna semivitta
- Callyna siderea
- Callyna thomae
- Callyna trisagittata
- Callyna unicolor